# Ormosia hubbelli
Ormosia hubbelli là một loài ruồi trong họ Limoniidae. Chúng phân bố ở miền Tân bắc.